# Гальгано Гвидотти
Гальгано Гвидотти (итал. Galgano Guidotti; 1148—1181) — итальянский рыцарь, святой римско-католической церкви. Прославился тем, что на холме Монте-Сьепи принял монашеский постриг и воткнул меч в камень, символизируя свой отказ от мирской жизни (ныне там стоит аббатство Сан-Гальгано). Некоторые медиевисты предполагают, что именно этот меч стал прототипом для упоминаемого в Артуриане легендарного меча в камне.

## Биография
Рыцарь Гальгано Гвидотти родился около 1148 года в Кьюздино. Он был сыном неграмотного феодала. Родовой замок Гвидотти располагался недалеко от Сиены, а большую часть своей жизни Гальгано участвовал в войнах, отличаясь жестокостью, распущенностью, надменностью и эгоизмом. Согласно легенде, в 1180 году Гальгано явился архангел Михаил, который призвал его отречься от мирских соблазнов и велел ему поселиться в пещере и поститься: потрясённый рыцарь исполнил повеление. Вскоре Гальгано, не выдержавший возмущения со стороны семьи, которая не поняла его поступок, сел на лошадь и ускакал прочь.
Конь должен был отвезти Гальгано к женщине, на которой его мать хотела его женить, однако лошадь на полпути унесла рыцаря к холму Монте-Сьепи и позже остановилась на конкретном месте, не сделав ни шагу вперёд. На этом холме рыцарю было видение храма круглой формы с Иисусом Христом и Девой Марией, стоявшими на ступенях храма и окружёнными апостолами. Голос с неба велел рыцарю принять монашеский постриг и отказаться от насилия, в ответ на что Гальгано сказал, что это для него будет даже сложнее, чем воткнуть меч в скалу. Однако когда рыцарь ударил мечом по скале, тот вошёл настолько глубоко в неё, что снаружи остались только рукоять. Осознав случившееся, Гальгано принял монашеский постриг и остался жить отшельником. Гальгано умер 3 декабря 1181 года, за несколько месяцев до того, как папа римский Александр III дал добро на возведение монастыря.
В 1184 году над могилой был возведена часовня круглой формы, явившаяся в видении рыцарю Гальгано. Меч, вошедший глубоко в камень, является реликвией этого храма. Со временем в монастырь Сан-Гальгано стали приходить паломники: в летописях и хрониках упоминались многочисленные чудеса, совершённые на могиле рыцаря. В 1185 году состоялась канонизация Гальгано папой римским Луцием III: день памяти католического святого отмечается 30 ноября, хотя иногда память в некоторых местах Италии празднуется 3 декабря. Ныне на территории Кьюздино в состав религиозно-монументального комплекса входят не только возведённый на месте погребения монастырь, но и церковь XIII века, возведённая в готико-цистерцианском стиле, и храм недалеко от места рождения рыцаря-отшельника.

## Связь с Экскалибуром
Ряд историков-медиевистов проводят параллель между мечом Сан-Гальгано и Кларентом, мечом легендарного короля Артура, который тот вытащил из камня, доказывая своё королевское происхождение (в прессе его называют иногда Экскалибур). Некоторые из них (например, Марио Моираги), утверждают, что именно меч Сан-Гальгано был прототипом меча Артура, а рыцарь Гальгано может считаться прототипом рыцаря Парцифаля, нашедшего Святой Грааль. Хотя возникновение легенд о короле Артуре восходит к VI веку, первые легенды о мече датируются концом XII века. В то же время канцлер братства монастыря Сан-Гальгано Алессио Томмази Бальди считает, что у легенд об Артуре и Гальгано совершенно противоположные значения: Артур, вытащив меч как символ могущества, обрёл земную власть; у Гальгано же меч в камне, выглядевший издали как крест, стал символом смирения, а рыцарь своим поступком подчеркнул свой отказ от земной власти ради служения Богу.
Многие века утверждалось, что меч Гальгано является фальшивкой, однако результаты проведённых в Павии в сентябре 2001 года анализов показали, что меч действительно был выкован в XII веке. Учёный из университета Павии Луиджи Гарласкелли подтвердил, что состав металла из этого меча идентичен составу металла мечей, выкованных в XII веке; было также подтверждено, что и рукоять меча с видимой частью клинка, и скрытый в камне клинок принадлежат одному и тому же оружию. Версии учёных о том, как физически меч мог попасть в подобную глыбу, разнятся: он мог быть помещён в трещину в камне; в песок, позже залитый жидким стеклом; в вулканическую или осадочную породу, позже затвердевшую.
Анализ грунта также показал, что под мечом может скрываться пустое пространство длиной 2 м и шириной 1 м: учёные даже предположили, что там был захоронен сам рыцарь. Более того, в той же часовне были найдены две мумифицированные руки: в распространённом варианте легенды утверждалось, что всякий, кто пытался вытащить меч из камня в аббатстве Сан-Гальгано, лишался рук. Утверждалось, что ещё при жизни рыцаря кто-то пытался сломать загнанный в скалу меч, поэтому Гальгано вынужден был погрузить его ещё глубже. В настоящее время меч находится под куполом, чтобы любопытные туристы не пытались его вытащить.
Легенда о мече Гальгано в связи с Артурианой рассматривалась в одном из выпусков документального сериала «Секретные материалы древности». В реалити-шоу «Между молотом и наковальней» телеканала History Channel в 7-м сезоне участники пытались воссоздать Экскалибур, основываясь в том числе и на легенде о мече Гальгано.